# Antully
Antully est une commune française située dans le département de Saône-et-Loire en région Bourgogne-Franche-Comté.

## Géographie
Antully est au centre d'un vaste plateau qui s'étend entre Autun, distant de 13 km,  et Couches-les-Mines, à 14 km. Ce plateau est occupé, sur la plus  grande partie de sa superficie, par une masse de grès vosgien (arkose). Les roches granitiques sont à découvert.
Sur le territoire de la commune est partiellement implantée une forêt domaniale : la forêt de Planoise (contenance totale : 2 519,17 ha), qui mêle conifères et feuillus.

### Climat
Pour des articles plus généraux, voir Climat de la Bourgogne-Franche-Comté et Climat de Saône-et-Loire.
En 2010, le climat de la commune est de type climat des marges montargnardes, selon une étude du Centre national de la recherche scientifique s'appuyant sur une série de données couvrant la période 1971-2000. En 2020, Météo-France publie une typologie des climats de la France métropolitaine dans laquelle la commune est exposée à un climat océanique altéré et est dans la région climatique Lorraine, plateau de Langres, Morvan, caractérisée par un hiver rude (1,5 °C), des vents modérés et des brouillards fréquents en automne et hiver.
Pour la période 1971-2000, la température annuelle moyenne est de 9,5 °C, avec une amplitude thermique annuelle de 16,7 °C. Le cumul annuel moyen de précipitations est de 1 047 mm, avec 12,8 jours de précipitations en janvier et 8 jours en juillet. Pour la période 1991-2020, la température moyenne annuelle observée sur la station météorologique de Météo-France la plus proche, « Saint-Symphorien de Marmagne », sur la commune de Saint-Symphorien-de-Marmagne à 9 km à vol d'oiseau, est de 11,1 °C et le cumul annuel moyen de précipitations est de 974,4 mm. 
La température maximale relevée sur cette station est de 42 °C, atteinte le 18 juillet 1964 ; la température minimale est de −22 °C, atteinte le 16 janvier 1985,,.
Les paramètres climatiques de la commune ont été estimés pour le milieu du siècle (2041-2070) selon différents scénarios d'émission de gaz à effet de serre à partir des nouvelles projections climatiques de référence DRIAS-2020. Ils sont consultables sur un site dédié publié par Météo-France en novembre 2022.

## Urbanisme

### Typologie
Au 1er janvier 2024, Antully est catégorisée commune rurale à habitat dispersé, selon la nouvelle grille communale de densité à sept niveaux définie par l'Insee en 2022.
Elle est située hors unité urbaine. Par ailleurs la commune fait partie de l'aire d'attraction d'Autun, dont elle est une commune de la couronne,. Cette aire, qui regroupe 42 communes, est catégorisée dans les aires de moins de 50 000 habitants,.

### Occupation des sols
L'occupation des sols de la commune, telle qu'elle ressort de la base de données européenne d’occupation biophysique des sols Corine Land Cover (CLC), est marquée par l'importance des territoires agricoles (54,1 % en 2018), une proportion sensiblement équivalente à celle de 1990 (54 %). La répartition détaillée en 2018 est la suivante : prairies (49,8 %), forêts (44,4 %), zones agricoles hétérogènes (2,4 %), terres arables (1,9 %), eaux continentales (0,8 %), milieux à végétation arbustive et/ou herbacée (0,7 %). L'évolution de l’occupation des sols de la commune et de ses infrastructures peut être observée sur les différentes représentations cartographiques du territoire : la carte de Cassini (XVIIIe siècle), la carte d'état-major (1820-1866) et les cartes ou photos aériennes de l'IGN pour la période actuelle (1950 à aujourd'hui).

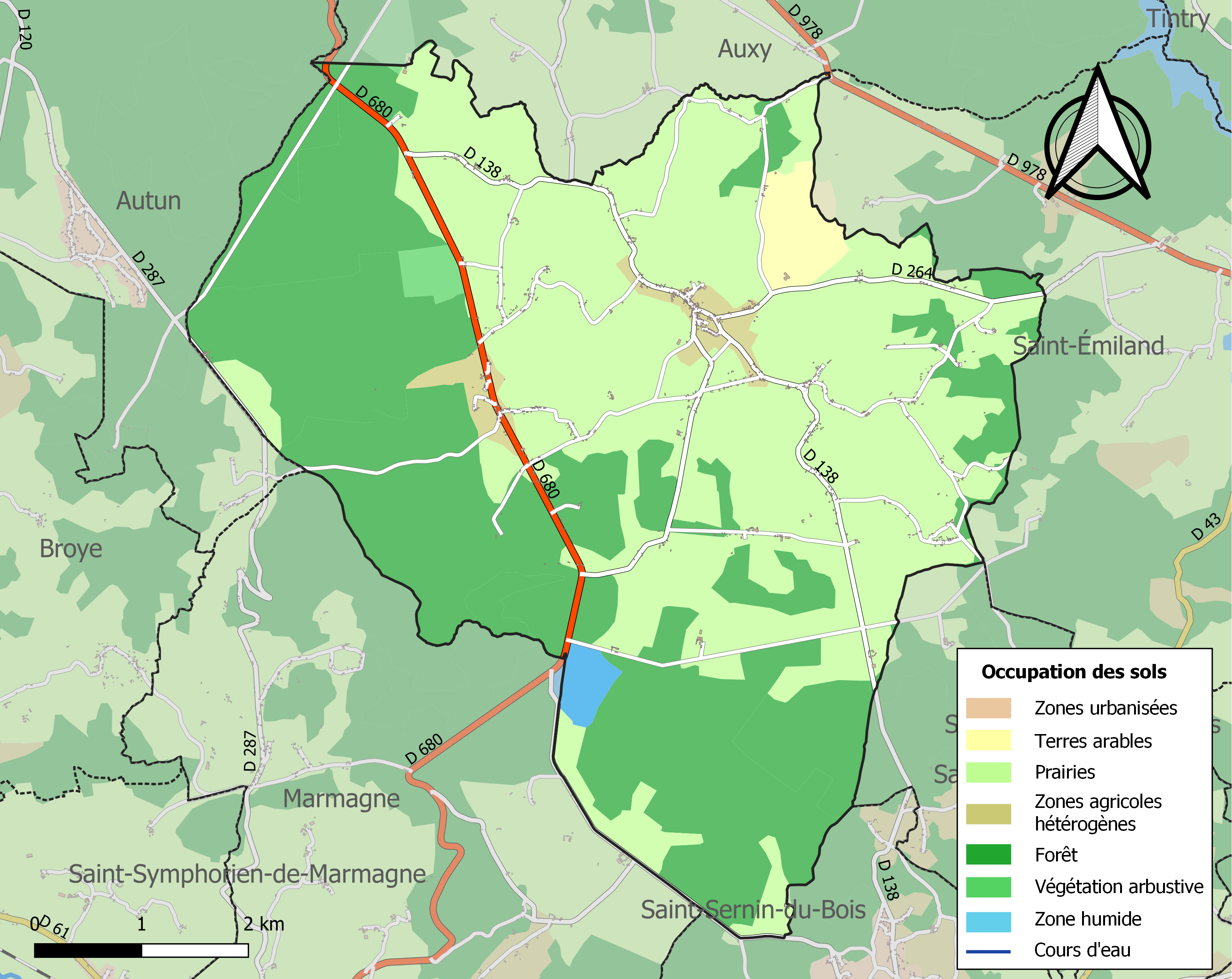
Carte des infrastructures et de l'occupation des sols de la commune en 2018 (CLC).

## Toponymie / Histoire
Le bourg s'est appelé Antulleium, et a été acquis en 1290 par le chapitre de la cathédrale d'Autun.

## Politique et administration
| Période                                  | Période   | Identité           | Étiquette | Qualité  |
| ---------------------------------------- | --------- | ------------------ | --------- | -------- |
| 1992                                     | mars 2008 | Georges Mathivet   |           |          |
| mars 2008                                | mars 2014 | Joël Lamazzi       |           |          |
| mars 2014                                | 2020      | Jean-Paul Lebeigle |           | Retraité |
| 25 mai 2020                              | en cours  | Patrick Lauféron   |           |          |
| Les données manquantes sont à compléter. |           |                    |           |          |

## Démographie
L'évolution du nombre d'habitants est connue à travers les recensements de la population effectués dans la commune depuis 1793. Pour les communes de moins de 10 000 habitants, une enquête de recensement portant sur toute la population est réalisée tous les cinq ans, les populations de référence des années intermédiaires étant quant à elles estimées par interpolation ou extrapolation. Pour la commune, le premier recensement exhaustif entrant dans le cadre du nouveau dispositif a été réalisé en 2007.

En 2022, la commune comptait 816 habitants, en évolution de −3,43 % par rapport à 2016 (Saône-et-Loire : −1,06 %, France hors Mayotte : +2,11 %).
| 1793  | 1800  | 1806  | 1821  | 1831  | 1836  | 1841  | 1846  | 1851  |
| ----- | ----- | ----- | ----- | ----- | ----- | ----- | ----- | ----- |
| 1 189 | 1 046 | 1 566 | 1 420 | 1 518 | 1 520 | 1 535 | 1 526 | 1 589 |

| 1856  | 1861  | 1866  | 1872  | 1876  | 1881  | 1886  | 1891  | 1896  |
| ----- | ----- | ----- | ----- | ----- | ----- | ----- | ----- | ----- |
| 1 514 | 1 525 | 1 595 | 1 527 | 1 522 | 1 535 | 1 542 | 1 384 | 1 360 |

| 1901  | 1906  | 1911  | 1921 | 1926 | 1931 | 1936 | 1946 | 1954 |
| ----- | ----- | ----- | ---- | ---- | ---- | ---- | ---- | ---- |
| 1 313 | 1 187 | 1 109 | 865  | 818  | 794  | 843  | 764  | 709  |

| 1962 | 1968 | 1975 | 1982 | 1990 | 1999 | 2006 | 2007 | 2012 |
| ---- | ---- | ---- | ---- | ---- | ---- | ---- | ---- | ---- |
| 690  | 689  | 637  | 748  | 877  | 861  | 812  | 805  | 825  |

| 2017 | 2022 | - | - | - | - | - | - | - |
| ---- | ---- | - | - | - | - | - | - | - |
| 854  | 816  | - | - | - | - | - | - | - |

## Culture locale et patrimoine

### Lieux et monuments
- L'église Saint-Benoît. Elle a conservé son chœur datant de la fin du Moyen Âge ; la nef a été réédifiée en 1845 et le clocher en 1853.
- Des traces de voie romaine (en raison de la proximité d'Autun, ancienne Augustodunum).
- La forêt nationale de Planoise, qui est la plus vaste des forêts du département de Saône-et-Loire, avec plus de 5 000 hectares de superficie[20].
- Des étangs, qui constituent l'une des richesses du petit massif boisé de Prodhun, non loin de la ferme du même nom[21], certains d'origine ancienne : la Noue, la Fallourde, le Maupas[22].
- Le panorama du sommet de la Garenne.
- L'étang du Martinet (et son barrage) créé en 1903-1904 pour servir à l'alimentation en eau industrielle des usines du Creusot (capacité du réservoir : 480 000 mètres cubes)[23].

## Pour approfondir